# Bilara
Bilara é uma cidade e um município no distrito de Jodhpur, no estado indiano de Rajastão.

## Geografia
Bilara está localizada a 26° 11′ N, 73° 43′ L. Tem uma altitude média de 270 metros (885 pés).

## Demografia
Segundo o censo de 2001, Bilara tinha uma população de 38,650 habitantes. Os indivíduos do sexo masculino constituem 52% da população e os do sexo feminino 48%. Bilara tem uma taxa de literacia de 57%, inferior à média nacional de 59.5%; a literacia no sexo masculino é de 73% e no sexo feminino é de 40%. 16% da população está abaixo dos 6 anos de idade.